# Quand le doute vous hante
Pour plus de détails, voir Fiche technique et Distribution.
Quand le doute vous hante (False Faces) est un film américain réalisé par George Sherman, sorti en 1943.

## Fiche technique
- Titre français : Quand le doute vous hante[2]
- Titre original : False Faces
- Réalisation : George Sherman
- Scénario : Curt Siodmak
- Photographie : William Bradford (en)
- Montage : Arthur Roberts
- Pays de production : États-Unis
- Format : Noir et blanc - 1,37:1
- Genre : Film à énigme
- Durée : 58 minutes
- Date de sortie : 
  - États-Unis : 1943
  - France : 17 mai 1947[2]

## Distribution
- Stanley Ridges : District Attorney Stanley S. Harding
- William Henry : Don Westcott
- Rex Williams : Craig S. Harding
- Veda Ann Borg : Joyce Ford
- Janet Shaw : Diana Harding
- Joseph Crehan : Capitaine de police Alan O'Brien
- Chester Clute (en) : Gestionnaire immobilier
- John Maxwell : Assistant District Attorney Stewart
- Dick Wessel (en) : Détective Mallory
- Billy Nelson : Jimmy
- Etta McDaniel : Magnolia
- Nick Stewart : Mack